# Green Valley (condado de Marathon, Wisconsin)
Green Lake es un pueblo ubicado en el condado de Green Lake en el estado estadounidense de Wisconsin. En el Censo de 2010 tenía una población de 1.154 habitantes y una densidad poblacional de 9,16 personas por km².

## Geografía
Green Lake se encuentra ubicado en las coordenadas 43°45′41″N 88°59′14″O / 43.76139, -88.98722. Según la Oficina del Censo de los Estados Unidos, Green Lake tiene una superficie total de 126.03 km², de la cual 121.89 km² corresponden a tierra firme y (3.28%) 4.14 km² es agua.

## Demografía
Según el censo de 2010, había 1.154 personas residiendo en Green Lake. La densidad de población era de 9,16 hab./km². De los 1.154 habitantes, Green Lake estaba compuesto por el 99.48% blancos, el 0.09% eran afroamericanos, el 0.09% eran amerindios, el 0.17% eran asiáticos, el 0% eran isleños del Pacífico, el 0.09% eran de otras razas y el 0.09% pertenecían a dos o más razas. Del total de la población el 1.3% eran hispanos o latinos de cualquier raza.